# 1730
1730 (MDCCXXX) je bilo navadno leto, ki se je po gregorijanskem koledarju začelo na nedeljo, po 11 dni počasnejšem julijanskem koledarju pa na četrtek.

## Dogodki
- 10. oktober - Anton Wilhelm Amo je kot prvi temnopolti Afričan na evropski univerzi uspešno ubranil doktorsko tezo in promoviral iz filozofije

## Rojstva
- 6. januar - Thomas Chittenden, ameriški politik († 1797)
- 7. marec - Gregor Jožef Plohel, slovenski katoliški duhovnik in pisatelj († 1800)
- 2. maj - Sigismund Anton von Hohenwart, avstrijski rimskokatoliški nadškof in plemič († 1820)
- 21. junij - Motoori Norinaga, japonski šintoistični učenjak († 1801)
- 26. junij - Charles Messier, francoski astronom († 1817)
- 27. avgust - Johann Georg Hamann, nemški filozof in pisatelj († 1788)
- - Abas III., perzijski knez iz dinastije Safavidov († 1740)
- - Nakai Cikuzan, japonski trgovec in konfucijanski zgodovinar († 1804)

## Smrti
- 23. februar - Benedikt XIII., papež (* 1649)
- 20. marec - Adrienne Lecouvreur, francoska igralka (* 1692)